# 2022 AE1
2022 AE1 est un astéroïde Apollon découvert le 6 janvier 2022 alors qu'il était à 0,09 unité astronomique (1,3 million de kilomètres) de la Terre. Le 9 janvier 2022, avec un arc d'observation de 3 jours, il a été classé à 1 sur l'échelle de Turin en raison d'un impact potentiel, bien que très peu probable, avec la Terre le 4 juillet 2023. Cet astéroïde a une taille comparable à celle de l'impacteur à l'origine de l'événement de la Toungouska[réf. nécessaire].
| Arc d'observation (en jours) | Distance géocentrique nominale d'après JPL Horizons | Région d'incertitude (3 sigma) | Probabilité d'impact (1 sur...) | Échelle de Turin |
| ---------------------------- | --------------------------------------------------- | ------------------------------ | ------------------------------- | ---------------- |
| 2,9                          | 0,024 ua (3,6 millions de km)                       | ± 38 millions de km            | 2 900                           | 1                |
| 5,9                          | 0,043 ua (6,4 millions de km)                       | ± 31 millions de km            | 1 800                           | 1                |
| 7,0                          | 0,043 ua (6,4 millions de km)                       | ± 22 millions de km            | 1 500                           | 1                |

Il est passé au périhélie (point de son orbite le plus proche du Soleil) le 10 novembre 2021, puis s'est approché de la Terre depuis la direction du Soleil en passant au plus près de la planète bleue le 31 décembre 2021 à une distance d'environ 10 millions de kilomètres.